# Mérnöki csodák
A Mérnöki csodák (Extreme Engineering) dokumentumfilm-sorozat, melyet a Discovery Channel sugárzott. Ezekben a filmekben tervezett vagy épülő óriási építményeket, építészeti-mérnöki terveket mutattak be.

## Epizódlista

### Engineering the Impossible(Megépíteni a lehetetlent;pilot)
- a Gibraltár-alagút (tervezés alatt a forgatás idején)
- a Freedom hajó (ötlet-szinten a forgatás idején; 2007-ig nem kezdődött el az építése)
- a Millennium torony Hongkongban (a tervet felfüggesztették a hongkongi kormány nagyszabású földnyerési projektjét lassító perek miatt)

### 1. évad (2003)
| az epizód címe                                                          | először sugározták | a tervezett építmény                                                        | állapota a forgatás idején | jelenlegi állapota |
| ----------------------------------------------------------------------- | ------------------ | --------------------------------------------------------------------------- | -------------------------- | ------------------ |
| Tokyo's Sky City (A tokiói Sky City)                                    | 2003. április 13.  | a tokiói Sky City                                                           | ötlet                      |                    |
| Subways In America (Metrók Amerikában)                                  | 2003. április 15.  | az East Side Access (új New York-i metróvonal)                              | tervezés alatt             | építés alatt       |
| Transatlantic Tunnel (A transzatlanti alagút)                           | 2003. április 16.  | a transzatlanti alagút                                                      | ötlet                      |                    |
| City in a Pyramid (Város a Piramisban)                                  | 2003. április 23.  | a Shimizu Mega-City Pyramid („Simidzu megaváros-piramis”)                   | ötlet                      |                    |
| Bridging the Bering Strait (A Bering-szoros áthidalása)                 | 2003. április 30.  | a Bering-szorost áthidalni tervezett híd (esetleg alagút)                   | ötlet                      |                    |
| Tunneling Under the Alps (Alagútépítés az Alpok alatt)                  | 2003. május 7.     | a Gotthárd-bázisalagút                                                      | építés alatt               | megépült           |
| Building Hong Kong's Airport (A hongkongi nemzetközi repülőtér építése) | 2003. május 14.    | a Hongkongi nemzetközi repülőtér                                            | megépült                   |                    |
| Holland's Barriers to the Sea (Hollandia védőgátjai)                    | 2003. május 21.    | a Maeslant-gát és az Oosterschelde-gát; vihardagály elleni modern védőgátak | elkészült                  |                    |
| Boston's Big Dig (A bostoni Big Dig)                                    | 2003. május 28.    | a bostoni Big Dig (autópálya-alagutak, új híd és parkosítás Bostonban)      | építés alatt               | elkészült          |
| Widening the Panama Canal (A Panama-csatorna kiszélesítése)             | 2003. június 4.    | a Panama-csatorna kiszélesítését célzó projekt                              | folyamatban                |                    |

### 2. évad (2004)
Kilenc epizód készült a 2. évadra; ez volt az első olyan évad, amely HDTV minőségben készült.
| az epizód címe                            | először sugározták   | a tervezett építmény                                                                 | állapota a forgatás idején | jelenlegi állapota |
| ----------------------------------------- | -------------------- | ------------------------------------------------------------------------------------ | -------------------------- | ------------------ |
| Turning Torso (A Turning Torso)           | 2004. július 7.      | a Turning Torso („forduló felsőtest”)                                                | építés alatt               | felépült           |
| Venice Flood Gates (Velencei zsilipek)    | 2004. július 14.     | a Velencét védő, rendhagyó működési elvű zsiliprendszer (MOSE-projekt)               | építés alatt               | építés alatt       |
| Container Ships (Konténerhajók)           | 2004. július 28.     | a Mærsk dán hajótársaság                                                             |                            |                    |
| Oakland Bay Bridge (Az Oakland-öbölhíd)   | 2004. július 7.      | a San Francisco–Oakland-öbölhíd                                                      | átépítés alatt             | átépítés alatt     |
| Iceland Tunnels (Izlandi alagutak)        | 2004. szeptember 1.  | a Kárahnjúkar vízenergetikai projekt                                                 | építés alatt               | építés alatt       |
| Oil Rigs (Olajfúrótornyok)                | 2004. szeptember 25. | a louisianai olajfúrótornyokról                                                      |                            |                    |
| Cooper River Bridge (Híd a Cooper folyón) | 2004. október 5.     | az amerikai Dél-Karolina államban folyó Cooper felett átívelő Arthur Ravenel Jr. híd | építés alatt               | felépült           |
| Millau Viaduct (A Millau-i viadukt)       | 2004. november 15.   | a Millau-i viadukt                                                                   | építés alatt               | felépült           |
| Excavators (Kotrógépek)                   | 2004. november 22.   | a Hull-Rust-Mahoning nyíltszíni vasércbánya                                          |                            |                    |

### 3. évad (2005-2006)
Az alábbi hat epizódot a WagTV gyártotta.  
| az epizód címe                                                                             | először sugározták    | a tervezett építmény                    | állapota a forgatás idején | jelenlegi állapota |
| ------------------------------------------------------------------------------------------ | --------------------- | --------------------------------------- | -------------------------- | ------------------ |
| The Snøhvit Arctic Gas Processing Platform (A Snøhvit arktiszi földgázfeldolgozó-platform) | 2005. október 19.     | a Snøhvit platform / a Blue Marlin hajó |                            |                    |
| The El Cajon Dam (Az El Cajon gát)                                                         | 2005. november 10.    | az El Cajon gát Mexikóban               |                            |                    |
| Hong Kong's Cable Car (Hongkong drótkötélpályás felvonója)                                 | 2005. december 2. (?) | a Ngong Ping 360 (ang ping)             | építés alatt               | elkészült          |
| Woodrow Wilson Bridge (A Woodrow Wilson híd)                                               | 2005. december 9. (?) | a Woodrow Wilson híd                    | átépítés alatt             | átépítés alatt     |
| Gotthard Tunnel (A Gotthárd-alagút)                                                        | 2006. január 1.       | a Gotthárd-bázisalagút                  | építés alatt               | elkészült          |
| Dubai's Ski Resort (Dubai síparadicsoma)                                                   | 2006. január 21.      | a Ski Dubai                             | építés alatt               | felépült           |

### 4. évad (2006)
A Powderhouse Productions gyártotta az alábbi hat epizódot.  
| az epizód címe                              | először sugározták | a tervezett építmény                                                                                  | állapota a forgatás idején | jelenlegi állapota |
| ------------------------------------------- | ------------------ | --- | -------------------------- | ------------------ |
| SuperStadium (SzuperStadion)                | 2006. február 19.  | a University of Phoenix Stadion                                                                       | építés alatt               | felépült           |
| MegaTunnel (MegaAlagút)                     | 2006. február 8.   | a Kuala Lumpur-i esővízelvezető- és közúti alagútrendszer (Storm Management And Road Tunnel; (SMART)) | építés alatt               | felépült           |
| Biggest Warship (A legnagyobb hadihajó)     | 2006. május 31.    | a USS George H. W. Bush (CVN-77)                                                                      | építés alatt               | megkeresztelve     |
| Sakhalin Oil & Ice (Olaj és jég Szahalinon) | 2006. június 28.   | a Szahalin-2 projekt                                                                                  | kivitelezés alatt          |                    |
| Big Easy Rebuild (A Big Easy újjáépítése)   | 2006. július 5.    | New Orleans újjáépítése                                                                               | folyamatban                | folyamatban        |
| Space Tower (Űrtorony)                      | 2006. július 12.   | a madridi Torre Espacio vagy Űrtotony                                                                 | építés alatt               | felépült           |

### 5. évad (2006)
| az epizód címe                                                  | először sugározták | a tervezett építmény                                                  | állapota a forgatás idején | jelenlegi állapota |
| --------------------------------------------------------------- | ------------------ | --------------------------------------------------------------------- | -------------------------- | ------------------ |
| South Ferry Subway Station (A South Ferry metróállomás)         | 2006. október 11.  | a New York-i metró új South Ferry állomása                            |                            | építés alatt       |
| World's Biggest Arch Bridge (A világ legnagyobb ívhídja)        | 2006. október 18.  | a Hoover-gátat forgalommentesítő Mike O'Callaghan-Pat Tillman híd     | építés alatt               | építés alatt       |
| JFK: JetBlue Terminal                                           | 2006. október 25.  | a John F. Kennedy Nemzetközi Repülőtér ötös termináljának újjáépítése | építés alatt               | építés alatt       |
| Stonecutters Bridge: Hong Kong                                  | 2006. november 1.  | a hongkongi Stonecutters-híd                                          | építés alatt               | elkészült          |
| California Academy of Sciences                                  | 2006. november 8.  | a San Franciscó-i California Academy of Sciences újjáépítése          | építés alatt               | építés alatt       |
| Hallandsås Ridge Tunnel: Sweden (Hallandsås-alagút: Svédország) | 2006. november 15. | a svédországi Hallandsås-alagút                                       | építés alatt               | elkészült          |